# Eleccions municipals de 2020 a Perpinyà
Les eleccions municipals de 2020 a Perpinyà, com a part de les eleccions municipals franceses, serviren per a renovar els 55 seients del consell municipal de Perpinyà. La primera volta fou el 15 de març de 2020, i la segona, el 28 de juny. El sistema electoral fa servir la regla D'Hondt amb representació proporcional i una barrera electoral del 5% dels vots per a la meitat dels escons; l'altra meitat s'assigna directament al partit guanyador.

## Candidatures
Les candidatures que es presentaren a la primera volta van ser les següents:
| Candidatura | Candidatura | Candidat a batlle | Candidat a batlle | Matís |
| ----------- | --- | ----------------- | ----------------- | ----- |
|             | Perpinyà per a tots Els Republicans (LR)                                                                                                   |                   | Jean-Marc Pujol   | LR    |
|             | Per Perpinyà La República En Marxa, Moviment Demòcrata, Unió de Demòcrates i Independents (LREM, MoDem, UDI)                               |                   | Romain Grau       | DVC   |
|             | Perpinyà, el futur en gran Reagrupament Nacional (RN)                                                                                      |                   | Louis Aliot       | RN    |
|             | Per fi, ecologia! Europa Ecologia-Els Verds, Partit Socialista, Plaça Pública, PRG, Generació Ecologia (EE-LV, PS, PP, PRG, GE)            |                   | Agnès Langevine   | VEC   |
|             | Perpinyà la republicana Dissidents d'Els Republicans, Mouvement hommes animaux nature (MHAN)                                               |                   | Olivier Amiel     | DVD   |
|             | Lliures! Independents |                   | Clotilde Ripoull  | DIV   |
|             | Fer sentir la veu dels treballadors Lluita Obrera (LO)                                                                                     |                   | Pascale Advenard  | EXG   |
|             | Reagrupament per Perpinyà DVD (ex-FN) |                   | Alexandre Bolo    | DVD   |
|             | L'Alternativa! Perpinyà ecològica i solidària Partit Comunista Francès, NPA, França Insubmisa, Génération.s, ERC (PCF, NPA, LFI, G·s, ERC) |                   | Caroline Forgues  | DVG   |

## Resultats
La llista de Reagrupament Nacional, liderada per Louis Aliot, va obtenir més del 30% dels vots a la primera volta, seguida a distància per la de Jean-Marc Pujol, amb el 18%. Agnès Langevine i Romain Grau també van superar el mínim de vots que els permetia passar a la segona volta, però van retirar les candidatures per a concentrar en vot en Pujol i evitar que l'extrema dreta d'Aliot entrés a l'ajuntament. No obstant això, tres candidats de la llista de Grau donaren suport a Aliot. Finalment, Aliot aconseguí el 53% dels vots al segon torn i s'imposà clarament al batlle sortint, Pujol.
|                                               |                         |                         |               |               |              |              |            |  |  |
| Cap de llista                                 | Cap de llista           | Llista                  | Primera volta | Primera volta | Segona volta | Segona volta | Consellers |  |  |
| Cap de llista                                 | Cap de llista           | Llista                  | Vots          | %             | Vots         | %            | Consellers |  |  |
|                                               | Louis Aliot             | RN                      | 9.273         | 35,65         | 15.743       | 53,09        | 42         |  |  |
| Perpinyà, el futur en gran                    |                         |                         | 9.273         | 35,65         | 15.743       | 53,09        | 42         |  |  |
|                                               | Jean-Marc Pujol         | LR                      | 4.794         | 18,43         | 13.908       | 46,90        | 13         |  |  |
| Perpinyà per a tots                           |                         |                         | 4.794         | 18,43         | 13.908       | 46,90        | 13         |  |  |
|                                               | Agnès Langevine         | EE-LV, PS, PP, PRG, GE  | 3.774         | 14,51         | Retirada     | Retirada     |            |  |  |
| Per fi, ecologia!                             |                         |                         | 3.774         | 14,51         | Retirada     | Retirada     |            |  |  |
|                                               | Romain Grau             | LREM, MoDem, UDI        | 3.425         | 13,17         | Retirada     | Retirada     |            |  |  |
| Per Perpinyà                                  |                         |                         | 3.425         | 13,17         | Retirada     | Retirada     |            |  |  |
|                                               | Caroline Forgues        | PCF, NPA, LFI, G·s, ERC | 1.710         | 6,57          |              |              |            |  |  |
| L'Alternativa! Perpinyà ecològica i solidària |                         |                         | 1.710         | 6,57          |              |              |            |  |  |
|                                               | Clotilde Ripoull        | Ind.                    | 1.560         | 5,99          |              |              |            |  |  |
| Lliures!                                      |                         |                         | 1.560         | 5,99          |              |              |            |  |  |
|                                               | Olivier Amiel           | ex-LR, MHAN             | 936           | 3,59          |              |              |            |  |  |
| Perpinyà la republicana                       |                         |                         | 936           | 3,59          |              |              |            |  |  |
|                                               | Alexandre Bolo          | ex-FN                   | 335           | 1,28          |              |              |            |  |  |
| Reagrupament per Perpinyà                     |                         |                         | 335           | 1,28          |              |              |            |  |  |
|                                               | Pascale Advenard        | LO                      | 197           | 0,75          |              |              |            |  |  |
| Fer sentir la veu dels treballadors           |                         |                         | 197           | 0,75          |              |              |            |  |  |
|                                               |                         |                         |               |               |              |              |            |  |  |
| Vots vàlids                                   | Vots vàlids             | Vots vàlids             | 26.004        | 38,89         | 29.651       | 93,73        |            |  |  |
| Vots en blanc                                 | Vots en blanc           | Vots en blanc           | 211           | 0,32          | 1.235        | 3,90         |            |  |  |
| Vots nuls                                     | Vots nuls               | Vots nuls               | 350           | 0,52          | 750          | 2,37         |            |  |  |
| Total                                         | Total                   | Total                   | 26.565        | 100           | 31.636       | 100          | 55         |  |  |
| Abstenció                                     | Abstenció               | Abstenció               | 40.295        | 60,27         | 35.345       | 52,77        |            |  |  |
| Inscrits / participació                       | Inscrits / participació | Inscrits / participació | 66.860        | 39,73         | 66.981       | 47,23        |            |  |  |